# Stephanopis aruana
Stephanopis aruana es una especie de araña del género Stephanopis, familia Thomisidae.

## Distribución
Se distribuye por Indonesia: islas Aru.

## Taxonomía
Fue descrita por Thorell en 1881.
Tratamiento taxonómico
La especie aparece registrada y publicada en Thorell 1881: 317.